# Artropatia por deposição de cristais
Artropatia por deposição de cristais refere-se a um tipo de artropatia caracterizado pelo acúmulo de cristais nas articulações.
Os tipos existentes são:
| Nome            | Substância                       | Birrefringência |
| --------------- | -------------------------------- | --------------- |
| Gota            | acúmulo de ácido úrico           | negativo        |
| Condrocalcinose | acúmulo de pirofosfato de cálcio | positivo        |